# Arte Refact
Arte Refact（アルテ・リファクト）は、株式会社Memento mori（英: Memento mori Co., Ltd.）の音楽制作レーベル。主にゲーム音楽や、テレビアニメの主題歌・劇伴の楽曲制作を行っている。

## 概要
東方Project関連のアレンジサークルが原型の音楽クリエイターチーム。桑原聖が代表を務めている。
「Arte Refact」という名前は、「アート」の語源であるラテン語の「Arte」と、英語で「構築」を意味する「fact」に「re」を付け「再構築」という意味を持たせた「Refact」から成る。この名前は「素晴らしい音楽に夢中になり、影響を受けて育ってきた私たちが、更なる可能性を求めて、新しい音楽を生み出していきたい」という想いから付けられたという。公式サイトには以下のように記されている。

## スタッフ
| 氏名       | 状態   | 役職                                       | 入社   | 退職   |
| ---------- | ------ | ------------------------------------------ | ------ | ------ |
| 桑原聖     | 在職中 | 代表取締役・プロデューサー・作編曲・ベース | 2011年 |        |
| 原田篤     | 在職中 | 作編曲・ギター                             | 2011年 |        |
| 真崎エリカ | 在職中 | 作詞                                       | 2011年 |        |
| 矢鴇つかさ | 在職中 | 作編曲                                     | 2011年 |        |
| 菊池司     | 在職中 | 作編曲・レコーディングエンジニア           | 2012年 |        |
| 西添健     | 退職済 | 作編曲                                     | 2012年 | 2014年 |
| 酒井拓也   | 在職中 | 作編曲・マニュピレート                     | 2012年 |        |
| 坂本悟史   | 退職済 | 作編曲                                     | 2012年 | 2012年 |
| 五条下位   | 退職済 | 作編曲                                     | 2012年 | 2014年 |
| 廣澤優也   | 退職済 | 作編曲                                     | 2013年 | 2015年 |
| 本多友紀   | 在職中 | 作編曲・ギター                             | 2015年 |        |
| 小濱信慶   | 在職中 | 作編曲・サウンドディレクター               | 2015年 |        |
| 山本恭平   | 在職中 | 作編曲・ギター                             | 2015年 |        |
| 脇眞富     | 在職中 | 作編曲・ギター                             | 2016年 |        |
| 吉田真太郎 | 在職中 | 作編曲                                     | 2016年 |        |
| 三宅優衣   | 在職中 | 作編曲                                     | 2018年 |        |
| 伊藤和馬   | 在職中 | 作編曲・ギター                             | 2019年 |        |
| 大熊淳生   | 在職中 | 作編曲・ドラム                             | 2019年 |        |
| 河合泰志   | 在職中 | 作編曲                                     | 2020年 |        |
| 宮家智彦   | 在職中 | 作編曲                                     | 2021年 |        |
| 水野谷怜   | 在職中 | 作編曲                                     | 2021年 |        |
| Nika Lenz  | 在職中 | 作編曲                                     | 2021年 |        |
| 小野寺祐輔 | 在職中 | 作編曲                                     | 2021年 |        |
| 山田飛鳥   | 在職中 | 作編曲                                     | 2021年 |        |
| 如月結愛   | 退職済 | 作編曲                                     | 2022年 | 2024年 |

## 年譜
- 2011年
  - 同年結成。
  - 12月 - TVアニメ『真剣に私に恋しなさい!!』キャラクターソングミニアルバム VoiceパートのBGMを担当する。
- 2012年
  - 1月 - TVアニメ『ゴクジョッ。〜極楽院女子高寮物語〜』BGMを担当する。
  - 2月 - PS3ゲーム『たっち、しよっ! ～Love Application～』主題歌の作編曲を担当する。
  - 4月 - TVアニメ『境界線上のホライゾン』キャラクターソング作編曲を担当する。
  - 5月 - OVA『あいまい!萌えCanちぇんじ!～ゼロストーリー～』ED・BGMの作編曲、音楽プロデュースを担当する。
  - 6月 - TVアニメ『咲-Saki-阿知賀編 episode of side-A』特典CD編曲を担当する。
  - 7月 - TVアニメ『夏色キセキ』ドラマCDBGM、東京ジョイポリスのアトラクション「HALFPIPE TOKYO」楽曲を担当する。
  - 8月 - FLASHアニメ『にゃんころり ～けんぷろ3姉妹の場合～』音響、TVアニメ『探偵オペラ ミルキィホームズ Alternative ONE 〜小林オペラと5枚の絵画〜』 OP編曲、OVA『乙女はお姉さまに恋してる～2人のエルダー～ THE ANIMATION』OP作編曲を担当する。
  - 11月 - 結城アイラ3rdアルバムに楽曲を提供する。
  - 12月 - ドラマCD付コミック『暁のヴァンピレス 前奏曲-side Adelaide×Malheureux-』主題歌の作編曲を担当する。
- 2013年
  - 1月 - TVアニメ『閃乱カグラ』OP作編曲、PS3『神様と運命革命のパラドクス』キャラクターソングの作編曲を担当する。
  - 2月 - PCゲーム『Royal Duty / Flush!!』BGMを担当する。
  - 4月 - 伊藤静の1stアルバム楽曲編曲を担当する。
  - 5月 - TVアニメ『IS 〈インフィニット・ストラトス〉』キャラクターソングの作編曲を担当する。
  - 6月 - ソーシャルゲーム『アイドルマスター ミリオンライブ!』キャラクターソングの作編曲を担当する。
  - 7月 - ソーシャルゲーム『逆襲のドラゴンライダー』BGM、PCゲーム『乙女理論とその周辺 -Ecole de Paris-』BGMを担当する。
  - 8月 - TVアニメ『カーニヴァル』キャラクターソング、PCゲーム『イノセントバレット』OP・ED・挿入歌・BGMを担当する。
  - 9月 - TVアニメ『犬とハサミは使いよう』キャラクターソングの作編曲を担当する。
  - 10月 - TVアニメ『BLAZBLUE ALTER MEMORY』ED作編曲、オンラインゲーム『ラグナロクオンライン』Ragnarok WorldChampionship 2013のテーマソング作編曲、TVアニメ『ワルキューレロマンツェ』OP作編曲、PS3ソフト『ルートダブル Before Crime * After Days- Xtend edition』2nd OPを担当する。
  - 12月 - 茅原実里の5thアルバムに楽曲を提供する。
- 2014年
  - 1月 - TVアニメ『咲-Saki-全国編』OP・ED作編曲、TVアニメ『中二病でも恋がしたい!戀』 OPのAdditional Programmingを担当する。
  - 2月 - TVアニメ『バディ・コンプレックス』OP作編曲を担当する。
  - 3月 - PCゲーム『英雄*戦姫GOLD』OP作編曲を担当する。
  - 4月 - TVアニメ『中二病でも恋がしたい!戀』キャラクターソングのAdditional Programming・ギター、ZAQ1stアルバム楽曲Additional Programming・ギター、PCゲーム『D.C.III P.P. 〜ダ・カーポIII プラチナパートナー〜』挿入歌作編曲、PCゲーム『空飛ぶ羊と真夏の花 -When girls wish upon a star.-』BGMを担当する。
  - 5月 - PCゲーム『子作りしようよ ソーマくん』OP・BGM作編曲を担当する。
  - 6月 - TVアニメ『咲 -Saki- 』の「橋本みゆき 咲 -Saki- Best Album ～Anthology～」に楽曲を提供する。
  - 7月 - TVアニメ『Fate/kaleid liner プリズマ☆イリヤ』OP作編曲を担当する。
  - 8月 - TVアニメ『グラスリップ』イメージソング作編曲、「ランティス組曲2014」の編曲を担当する。
  - 9月 - アーケードゲーム『GROOVE COASTER』楽曲作編曲、GRANRODEO 6thアルバム楽曲のAdditional Programming、劇場版/OVA『翠星のガルガンティア ～めぐる航路、遥か～ （前編）』主題歌の作編曲を担当する。
  - 10月 - ブラウザゲーム『アイドル☆シチュエーション』楽曲の作編曲、PS4『*ω*Quintet （オメガクインテット）』 OP・ムービー収録曲の作編曲、sprite/fairysラジオ『緒方恵美と妖精の国。～あおかな広報局』テーマソング作編曲、TVアニメ『牙狼-GARO- -炎の刻印-』 EDのAdditional Programmingを担当する。
  - 12月 - PCゲーム『月に寄りそう乙女の作法2』BGMを担当する。
- 2015年
  - 本多友紀が加入。
  - 1月 - 飛蘭のアルバムに楽曲を提供、TVアニメ『血液型くん!2』BGMを担当する。
  - 2月 - TVアニメ『プリパラ』キャラクターソングの作編曲を担当する。
  - 3月 - StylipSに楽曲を提供する。PCゲーム『花咲ワークスプリング!』一部BGMを担当する。
  - 4月 - 桑原聖が代表に就任。PS Vita『黒蝶のサイケデリカ』キャラクターソング作編曲を担当する。
  - 5月 - TVアニメ『長門有希ちゃんの消失』挿入歌作編曲、Android専用ネイティブアプリ『もののふ～白百合戦舞姫～』BGM、TVアニメ『ラブライブ!』楽曲のリミックスを担当する。
  - 7月 - スマートフォンゲーム『乖離性ミリオンアーサー』キャラクターソング作編曲、月刊コミックジーン『SERVAMP-サーヴァンプ-』キャラクターCD作編曲を担当する。
  - 8月 - TVアニメ『FAIRY TAIL』OP・ED作編曲を担当する。
  - 10月 - TVアニメ『血液型くん!3』BGM、スマートフォンゲーム『あんさんぶるスターズ!』キャラクターソング作編曲、スマートフォンゲーム『ノラガミ-神ト縁-』OP作編曲を担当、TRUEに楽曲を提供する。
  - 11月 - TVアニメ『コメットルシファー』ED作編曲、TVアニメ『小森さんは断れない!』主題歌・c/w曲編曲、PS Vita『月に寄りそう乙女の作法 ～ひだまりの日々～』BGMを担当する。
  - 12月 - パチスロ『絶対衝激Ⅱ～PLATONIC HEART～』使用曲が発売になる。
- 2016年
  - 脇眞富が加入。
  - 1月 - TVアニメ『大家さんは思春期!』BGM、TVアニメ『血液型くん!3』BGM、TVアニメ『少女たちは荒野を目指す』OP作編曲を担当する。
  - 2月 - PS Vita『POSSESSION MAGENTA』キャラクターソング作編曲、TVアニメ『最弱無敗の神装機竜』OP・c/w曲作編曲、劇場版アニメ『新劇場版「頭文字D」Legend3 -夢現-』主題歌・c/w曲作編曲を担当する。
  - 3月 - 佐々木喜英のベストアルバムに楽曲を提供、ミックス・サウンドプロデュースも行う。遊技機『ガールズ&パンツァー』キャラクターソング作編曲、映画『プリパラ み～んなのあこがれ♪レッツゴー☆プリパリ』劇中歌作編曲を担当する。
  - 4月 - TVアニメ『ベイブレードバースト』OP作編曲、TVアニメ『あはれ!名作くん』BGMを担当する。
  - 5月 - PCゲーム『乙女理論とその後の周辺 -Belle Epoque-』BGMを担当する。
  - 6月 - 舞台『あんさんぶるスターズ!オン・ステージ』オリジナル楽曲の作編曲を担当する。
  - 7月 - 株式会社AP DREAMを立ち上げる（桑原聖が取締役に就任）。ゲッサンSSCS『アイドルマスター ミリオンライブ!4 オリジナルCD付き特別版』特典CD楽曲の作編曲、ソーシャルゲーム『THE IDOLM@STER SideM』楽曲の作編曲、TVアニメ『レガリア』OP作編曲、TVアニメ『腐男子高校生活』主題歌編曲・BGM・音楽プロデュース、PCゲーム『フローラル・フローラブ』ED作編曲・BGMを担当する。
  - 8月 - TVアニメ『テイルズ オブ ゼスティリア ザ クロス』挿入歌の作編曲を担当する。
  - 9月 - TVアニメ『SERVAMP-サーヴァンプ-』挿入歌作編曲、TVアニメ『文豪ストレイドッグス』キャラクターソング作編曲を担当する。
  - 10月 - TRUEのシングルに楽曲を提供する。TVアニメ『ラブライブ!サンシャイン!!』キャラクターソング作編曲、TVアニメ『競女!!!!!!!!』OP作編曲、TVアニメ『装神少女まとい』OP作編曲、TVアニメ『ガーリッシュナンバー』挿入歌作編曲を担当する。
  - 11月 - TVアニメ『美少女遊戯ユニット クレーンゲールギャラクシー』OP作編曲を担当する。
  - 12月 - 羽多野渉のミニアルバムに楽曲を提供する。
- 2017年
  - 1月 - 舞台『あんさんぶるスターズ!オン・ステージ』〜Take your marks!～オリジナル楽曲作編曲、TVアニメ『南鎌倉高校女子自転車部』BGM、TVアニメ『政宗くんのリベンジ』OP編曲を担当する。
  - 2月 - 緒方恵美のアルバムに楽曲を提供する。
  - 3月 - 劇場版『プリパラ み～んなでかがやけ!キラリン☆スターライブ!』劇中歌の作編曲を担当する。
  - 4月 - TVアニメ『アイドルタイムプリパラ』挿入歌のリミックス、TVアニメ『sin 七つの大罪』OP作編曲、TVアニメ『かみさまみならい ヒミツのここたま』OP作編曲を担当する。Pile 3rdアルバムに楽曲を提供する。
  - 5月 - PCゲーム『月に寄りそう乙女の作法2.1 E×S×PAR!!』イメージソング作編曲・BGM・ミックスを担当する。
  - 7月 - スマートフォンゲーム『アイドルマスター ミリオンライブ! シアターデイズ』楽曲編曲、TVアニメ『ひなこのーと』キャラクターソング作編曲を担当する。
  - 8月 - 大橋彩香のシングル、Pileのシングル、VR Idol Stars Project『Hop Step Sing!』に楽曲を提供する。TVアニメ『枪娘（銃娘:ガンガール）』BGM、TVアニメ『NEW GAME!!』キャラクターソング作編曲、TVアニメ『天使の3P!』ED作編曲、PCゲーム『みなとカーニバルFD』主題歌作編曲を担当する。
  - 9月 - 舞台『あんさんぶるスターズ!エクストラ・ステージ』〜Judge of Knights～オリジナル楽曲の作編曲、舞台『少女☆歌劇 レヴュースタァライト』楽曲作編曲、TVアニメ『ドリフェス!R』OP作編曲を担当する。
  - 11月 - 『温泉むすめ』楽曲作編曲・サウンドプロデュース・ミックス、PCゲーム『あぶのーまるらば～ず』OP・ED作編曲・BGM・ミックスを担当する。
  - 12月 - 寺島拓篤の7thシングル楽曲編曲、劇場版『ガールズ&パンツァー』第1～3話OP・イメージソング作編曲、Mia REGINAミニアルバム楽曲の作編曲・ミックス、PCゲーム『金色ラブリッチェ』BGM、PCゲーム『月に寄りそう乙女の作法2.2 A×L+SA!!』OP作編曲・BGMを担当する。
- 2018年
  - 1月 - TVアニメ『アイドルマスター SideM』楽曲作編曲を担当する。
  - 2月 - PS4『ガールズ&パンツァー ドリームタンクマッチ』主題歌作編曲、TVアニメ『アイドリッシュセブン』ED作編曲を担当する。
  - 3月 - Pile、SparQlew、下野紘に楽曲を提供する。アーケード向け2D対戦格闘ゲーム『ミリオンアーサー アルカナブラッド』楽曲の作詞作編曲、PCゲーム『マジェスティック☆マジョリカル vol.1』OP作編曲・ミックス・サウンドプロデュースを担当する。
  - 4月 - TVアニメ『魔法少女 俺』OP作編曲・挿入歌、TVアニメ『ウマ娘 プリティーダービー』ED作編曲を担当する。
  - 5月 - 劇場版『プリパラ&キラッとプリ☆チャン ～きらきらメモリアルライブ～』主題歌作編曲・ミックス、PCゲーム『君と目覚める幾つかの方法』OP作編曲・BGMを担当する。
  - 7月 - 古川慎デビューシングルに楽曲を提供、サウンドプロデュース・ミックス、5次元アイドル応援プロジェクト『ドリフェス!R』KUROFUNE楽曲の作編曲、TVアニメ『プラネット・ウィズ』ED作編曲、TVアニメ『Free!-Dive to the Future-』ED作編曲を担当する。
  - 8月 - 『ガチだん!』のユニット、スクランブルガムに楽曲を提供する。『青空アンダーガールズ! Re:vengerS』のキャラクターソングの作曲・編曲を担当する。
  - 10月 - TVアニメ『ユリシーズ ジャンヌ・ダルクと錬金の騎士』OP編曲、TVアニメ『やがて君になる』ED作編曲・ミックスを担当する。
  - 11月 - ラブライブ!『虹ヶ咲学園スクールアイドル同好会』主題歌の作編曲、ブラウザゲーム『バドミントンガールズ』楽曲の作編曲・ミックス・マスタリングを担当する。
  - 12月 - TVアニメ『キラッとプリ☆チャン』楽曲の作編曲・ミックス、TVアニメ『SSSS.GRIDMAN』キャラクターソングの作編曲を担当する。
- 2019年
  - 1月 - TVアニメ『転生したらスライムだった件』OP作編曲を担当する。
  - 4月 - TVアニメ『ワンパンマン』ED作編曲を担当する。
  - 5月 - スフィア楽曲の編曲、土岐隼一のデビューシングルに楽曲を提供、PCゲーム『ガールズ・ブック・メイカー』の音楽を担当する。
  - 8月 - アーケードゲーム『オンゲキ』楽曲作編曲を担当する。

## 主な作品
楽曲提供を行った作品の一覧（50音順）。

### アニメ
- 『アイドリッシュセブン』
- 『アイドルタイムプリパラ』
- 『アイドルマスター SideM』
- OVA『あいまい!萌えCanちぇんじ!～ゼロストーリー～』
- 『あはれ!名作くん』
- 『犬とハサミは使いよう』
- 『IS 〈インフィニット・ストラトス〉』
- 『ウマ娘 プリティーダービー』
- 『大家さんは思春期』
- OVA『乙女はお姉さまに恋してる～2人のエルダー～ THE ANIMATION』
- 『カーニヴァル』
- 『ガーリッシュナンバー』
- 映画『ガールズ＆パンツァー 最終章』
- 新劇場版『頭文字D』「Legend3 -夢現-」
- 『かみさまみならい ヒミツのここたま』
- 『牙狼-GARO- -炎の刻印-』
- 『境界線上のホライゾン』
- 『境界線上のホライゾンII』
- 『競女!!!!!!!!』
- 『キラッとプリ☆チャン』
- 『グラスリップ』
- 『血液型くん!2』
- 『血液型くん!3』
- 『血液型くん!4』
- 『ゴクジョッ。〜極楽院女子高寮物語〜』
- 『コメットルシファー』
- 『小森さんは断れない!』
- 『SERVAMP-サーヴァンプ-』
- 『最弱無敗の神装機竜』
- 『咲-Saki-阿知賀編 episode of side-A』
- 『咲-Saki-全国編』
- 『少女☆歌劇 レヴュースタァライト』
- 『少女たちは荒野を目指す』
- 『sin 七つの大罪』
- 映画『翠星のガルガンティア ～めぐる航路、遥か～』
- 『Z/X Code reunion』
- 『装神少女まとい』
- 『閃乱カグラ』
- 『探偵オペラ ミルキィホームズ』
- 『中二病でも恋がしたい!戀』
- 『テイルズ オブ ゼスティリア ザ クロス』
- 『天使の3P!』
- 『転生したらスライムだった件』
- 『ドリフェス!R』
- 『長門有希ちゃんの消失』
- 『NEW GAME!!』
- 『バディ・コンプレックス』
- 『美少女遊戯ユニット クレーンゲールギャラクシー』
- 『ひなこのーと』
- 『FAIRY TAIL』
- 『Fate/kaleid liner プリズマ☆イリヤ ツヴァイ!』
- 『腐男子高校生活』
- 『プラネット・ウィズ』
- 『Free!-Dive to the Future-』
- 『プリパラ』
- 映画『プリパラ み～んなのあこがれ♪レッツゴー☆プリパリ』
- 映画『プリパラ み～んなでかがやけ!キラリン☆スターライブ!』
- 『プリパラ&キラッとプリ☆チャン ～きらきらメモリアルライブ～』
- 『ワンパンマン』
- 『BLAZBLUE ALTER MEMORY』
- 『文豪ストレイドッグス』
- 『ベイブレードバースト』
- 『Hop Step Sing!』
- 『政宗くんのリベンジ』
- 『魔法少女 俺』
- 『南鎌倉高校女子自転車部』
- 『やがて君になる』
- 『ユリシーズ ジャンヌ・ダルクと錬金の騎士』
- 『ラブライブ!』
- 『ラブライブ!サンシャイン!!』
- 『レガリア』
- 『ワルキューレロマンツェ』
- 『銃娘:ガンガール』

### ゲーム
- 『アイドル☆シチュエーション』
- 『THE IDOLM@STER SideM』
- 『アイドルマスター ミリオンライブ!』
- 『アイドルマスター ミリオンライブ! シアターデイズ』
- 『青空アンダーガールズ! Re:vengerS』
- 『あぶのーまるらば～ず』
- 『あんさんぶるスターズ!』
- 『イノセントバレット』
- 『英雄*戦姫GOLD』
- 『乙女理論とその周辺 -Ecole de Paris-』
- 『乙女理論とその後の周辺 -Belle Epoque-』
- 『*ω*Quintet（オメガ・クインテット）』
- アーケード『オンゲキ』
- 『ガールズ&パンツァー ドリームタンクマッチ』
- 『乖離性ミリオンアーサー』
- 『神様と運命革命のパラドクス』
- 『逆襲のドラゴンライダー』
- 『君と目覚める幾つかの方法』
- 『金色ラブリッチェ』
- 『黒蝶のサイケデリカ』
- 『子作りしようよソーマくん』
- 『空飛ぶ羊と真夏の花 -When girls wish upon a star.-』
- 『たっち、しよっ! ～Love Application～』
- 『D.C.III P.P. 〜ダ・カーポIII プラチナパートナー〜』
- 『GROOVE COASTER』
- 『月に寄りそう乙女の作法2』
- 『月に寄りそう乙女の作法 ～ひだまりの日々～』
- 『月に寄りそう乙女の作法2.1 E×S×PAR!!』
- 『月に寄りそう乙女の作法2.2 A×L+SA!!』
- 『ノラガミ-神ト縁-』
- 『花咲ワークスプリング!』
- 『フローラル・フローラブ』
- 『POSSESSION MAGENTA』
- 『マジェスティック☆マジョリカル』
- 『みなとカーニバルFD』
- アーケード『ミリオンアーサー アルカナブラッド』
- 『もののふ～白百合戦舞姫～』
- 『ラグナロクオンライン』
- 『ラブライブ! スクールアイドルフェスティバル ALL STARS』
- 『ルートダブル Before Crime * After Days- Xtend edition』
- 『Royal Duty / Flush!!』

### その他
- 『温泉むすめ』
- ゲッサンSSCS『アイドルマスター ミリオンライブ!』
- コミック『暁のヴァンピレス 前奏曲-side Adelaide×Malheureux-』
- コミック『SERVAMP-サーヴァンプ-』
- パチスロ『ガールズ&パンツァー』
- パチスロ『絶対衝激Ⅱ～PLATONIC HEART～』
- 舞台『あんさんぶるスターズ! エクストラ・ステージ』
- 舞台『あんさんぶるスターズ! オン・ステージ』
- 舞台『少女☆歌劇 レヴュースタァライト』
- 『ガチだん!』
- 『ライブレボルト』